# Stažená hrdla
Stažená hrdla je komická miniopera českého skladatele Ilji Hurníka na vlastní libreto. Vznikla z podnětu dirigenta a dramaturga brněnské Komorní opery Václava Noska a poprvé ji uvedla 22. listopadu 1997 Komorní opera, scéna Hudební fakulty Janáčkovy akademie múzických umění v Brně na jevišti Bezbariérového divadla Barka, společně s minioperou Varta Jana Franka Fischera a dvěma díly Bohuslava Martinů, baletu Kuchyňská revue a opery Dvakrát Alexandr.

## Osoby a první obsazení
| osoba                   | hlasový obor | premiéra (22. listopadu 1997)           |
| ----------------------- | ------------ | --------------------------------------- |
| Ředitel rozhlasu        | bas          | Zdeněk Plech                            |
| Režisér                 | baryton      | Karel Škarka                            |
| Technik                 | tenor        | Tomáš Kořínek                           |
| Génius                  | tenor        | Marek Olbrzymek                         |
| Madam                   | mezzosoprán  | Naděžda Kenderová                       |
| Slečna                  | soprán       | Bronislava Kosíková / Radka Sehnoutková |
| Dirigent: Pavel Koňárek |              |                                         |
| Režie: Daniel Balatka   |              |                                         |
| Výprava: Karel Zmrzlý   |              |                                         |